# Angadrisma
Angadrisma (* wahrscheinlich um 630 in Beauvais; † vermutlich um 695 in Oroër-des-Vierges) war eine katholische Heilige und Äbtissin von Oroër-des-Vierges.
Angadrisma war die Tochter einer mächtigen fränkischen Adelsfamilie am Hofe von Chlothar III. und die Cousine von Lantbert, von dem sie zusammen mit Audomar ausgebildet wurde.
Gegen ihren Willen wurde sie jedoch von ihrem Vater Chrodebert mit Ansbert von Rouen, in Absprache mit dessen Vater Siwinus, verheiratet. Sie betete daraufhin zu Gott, dass er ihr helfen möge, Nonne werden zu können. Kurze Zeit später wurde sie von einer Krankheit (eventuell Lepra) verunstaltet und so wurde die Verbindung gelöst. Danach wurde sie wieder völlig gesund und sie erhielt von Audoenus den Nonnenschleier.
Sie trat in den Nonnenkonvent von Oroër-des-Vierges in der Nähe von Beauvais ein, dessen Äbtissin sie später wurde.
Während der Normanneneinfälle im 9. Jahrhundert wurden ihre Gebeine nach Beauvais übertragen, sie gilt heute noch als Schutzpatronin dieser Stadt. In diesem Umfeld entstand auch im 11. Jahrhundert ihre erste eigenständige Lebensbeschreibung, die allerdings weitgehend die Informationen der Lebensbeschreibung des Ansbert übernimmt und nur einige Wundererzählungen im Zusammenhang mit Beauvais hinzufügt.
Gedenktag (katholisch): 14. Oktober